# Măng tây
Măng tây (danh pháp hai phần: Asparagus officinalis) là một loại thực vật dùng làm rau.
Cây thảo có thân mọc ngầm trong đất, thường gọi là thân rễ. Thân rễ dày, mang nhiều rễ dài, đường kính 5-6mm, màu nâu sáng, xốp. Các thân đứng mọc trong không khí lởm chởm những vết sẹo của những nhánh đã rụng. Các thân khi sinh này mang những vòng cành biến đổi thành lá hình kim. Lá thật tiêu giảm. Hoa rất nhỏ, màu lục, hình chuông, dài độ 6mm, tập hợp 4-6 cái thành nhóm ở nách lá của các cành dạng lá. Quả hình cầu, dày màu đỏ.
Người ta phân biệt giữa măng tây trắng và măng tây xanh. Tùy thuộc vào khu vực, măng tây được thu hoạch ở châu Âu từ tháng 3 đến tháng 6 và được đánh giá cao như một loại rau.
Cây măng tây là một loại cây đa niên thuộc Họ Măng tây với bản địa ở Âu châu, Bắc Phi và Tây Á. Ngày nay đọt non cây măng tây được trồng nhiều nơi dùng trong ẩm thực như một loại rau.
Loài này từng được xếp vào họ lily, giống với các loài Allium, hành và tỏi, nhưng họ Liliaceae đã được tách ra và các cây giống hành hiện thuộc họ Amaryllidaceae và asparagus (cây Thiên Môn) thuộc họ Asparagaceae.
Thành phần hoá học: Các thành phần đã biết là nước 90-95% glucid 1,70-2,50% lipid 0,10-0,15%, protid 1,60-1,90%, cellulose 0,55-0,70%, các vitamin A, B1, B2, C, khoảng 10% chất khoáng với mangan, sắt, phosphor, kali, calcium four, brome, iod, một ít tanin, một saponosid mà genin là sarsasapogenin; các chồi non chứa asparagin, coniferin, một ít rutosid (có nhiều hơn ở các phần xanh) các vết anthocyamosid và một chất có lưu huỳnh có thể là dẫn xuất methylsulfonium của methylmercapten (methanethiol) có mùi khó chịu. Trong rễ có sarsasapogenin coniferin, acid chelidonic, mannit, asparagin, muối kali.

## Tại Việt Nam
Măng tây có mặt trong cỗ tiệc người Việt với món súp măng tây nấu cua thường rút ngắn là súp măng cua.
Công dụng, chỉ định và phối hợp: Măng thường dùng để ăn, có mùi dễ chịu, dùng rất tốt, cho người suy niệu, thấp khớp, thống phong, viêm phế quản mạn tính, đái đường, đánh trống ngực.
Rễ được dùng cho các trường hợp giảm niệu của bệnh nhãn tim, các bệnh về thận, thủy thũng, vàng da.
Ở Trung Quốc, Măng tây được dùng trị phổi nóng sinh ho và sát trùng, được dùng ngoài trị bệnh ngoài da, ghẻ, nấm và ký sinh trùng.
Ghi chú: Dùng Măng như rau hoặc dùng dịch chiết. Người bị viêm bàng quang, viêm khớp cấp tính không nên dùng. Rễ dùng dưới dạng nước sắc, cao lỏng hay xirô. Không dùng cho người bị viêm đường tiết niệu cũng như người bị bệnh thần kinh.

## Hình ảnh

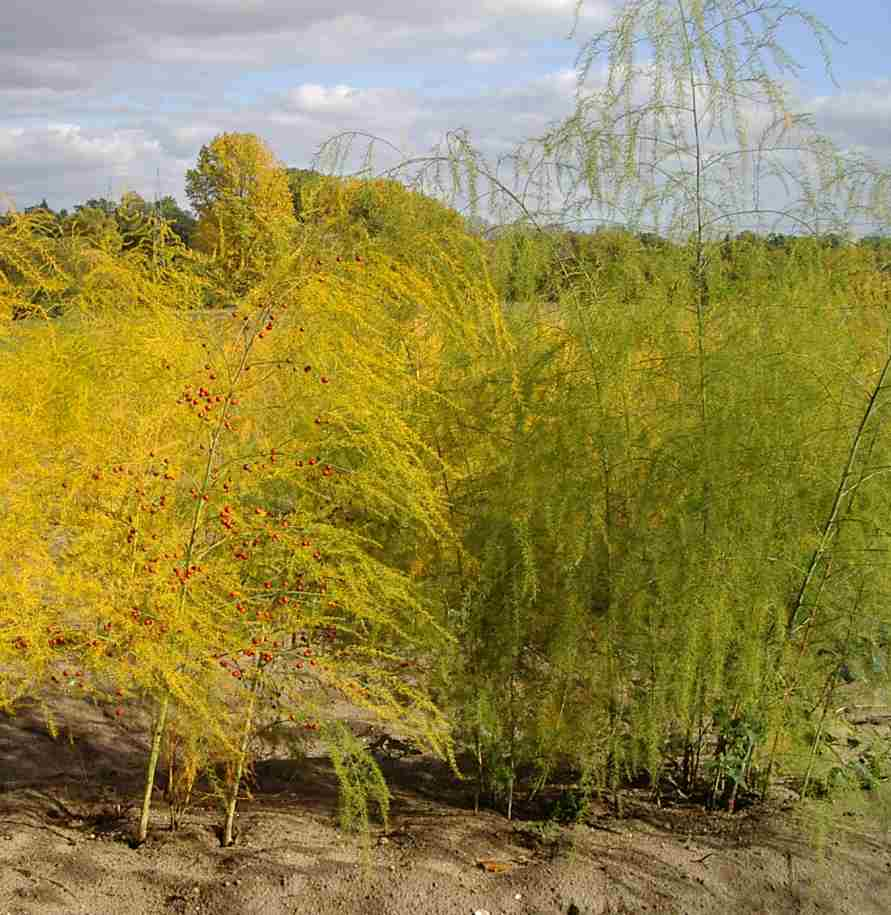
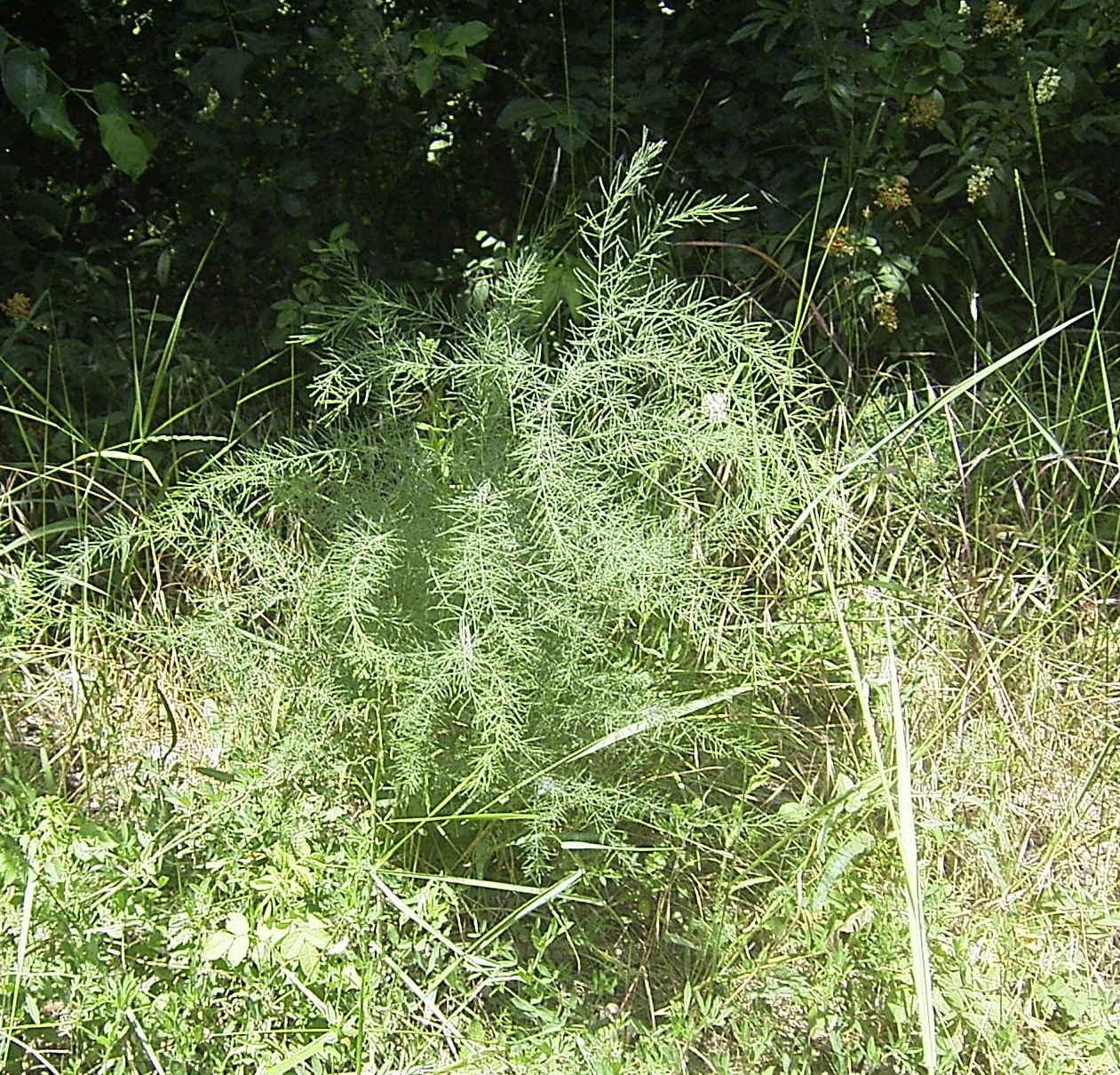
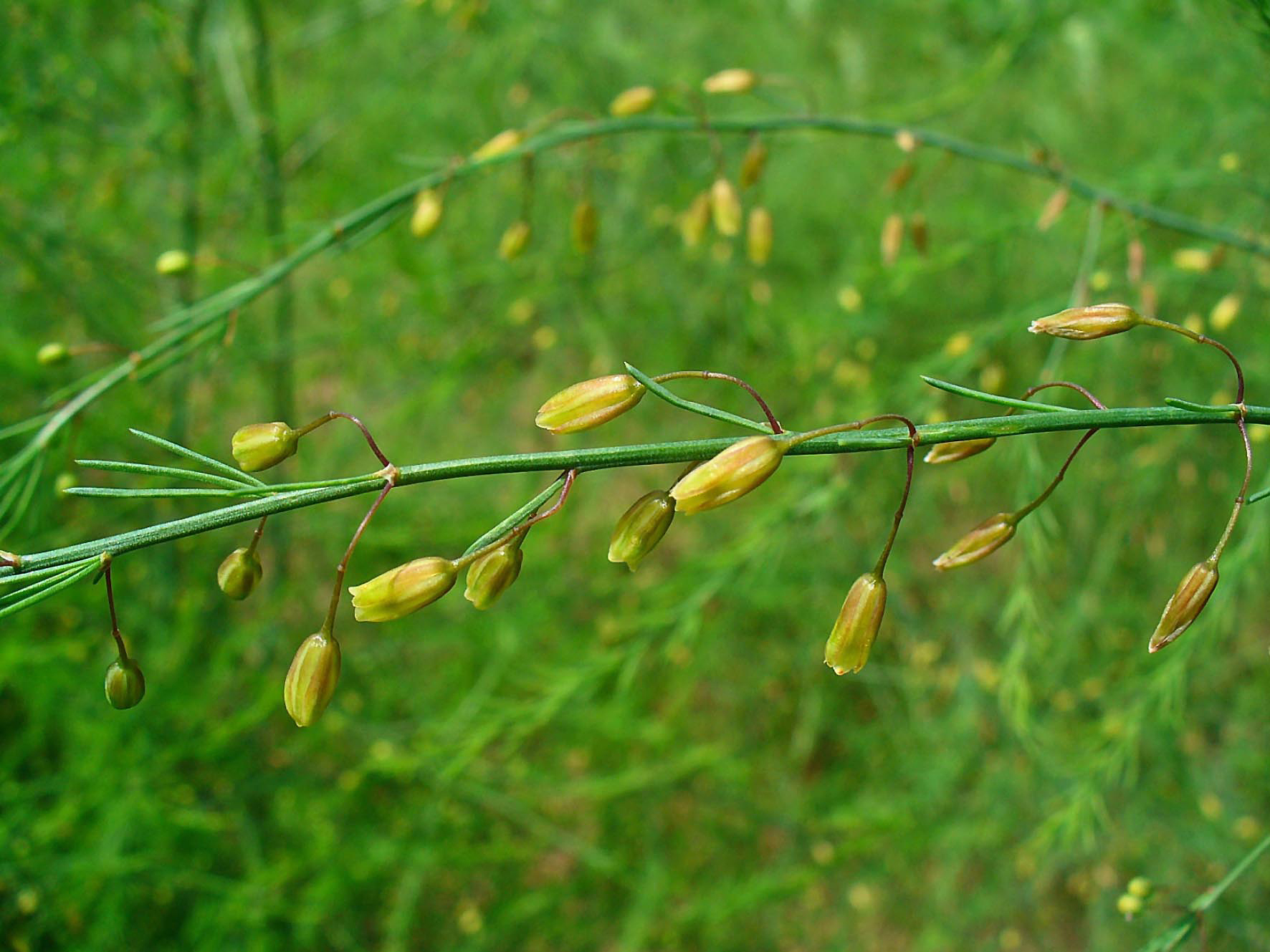
hoa
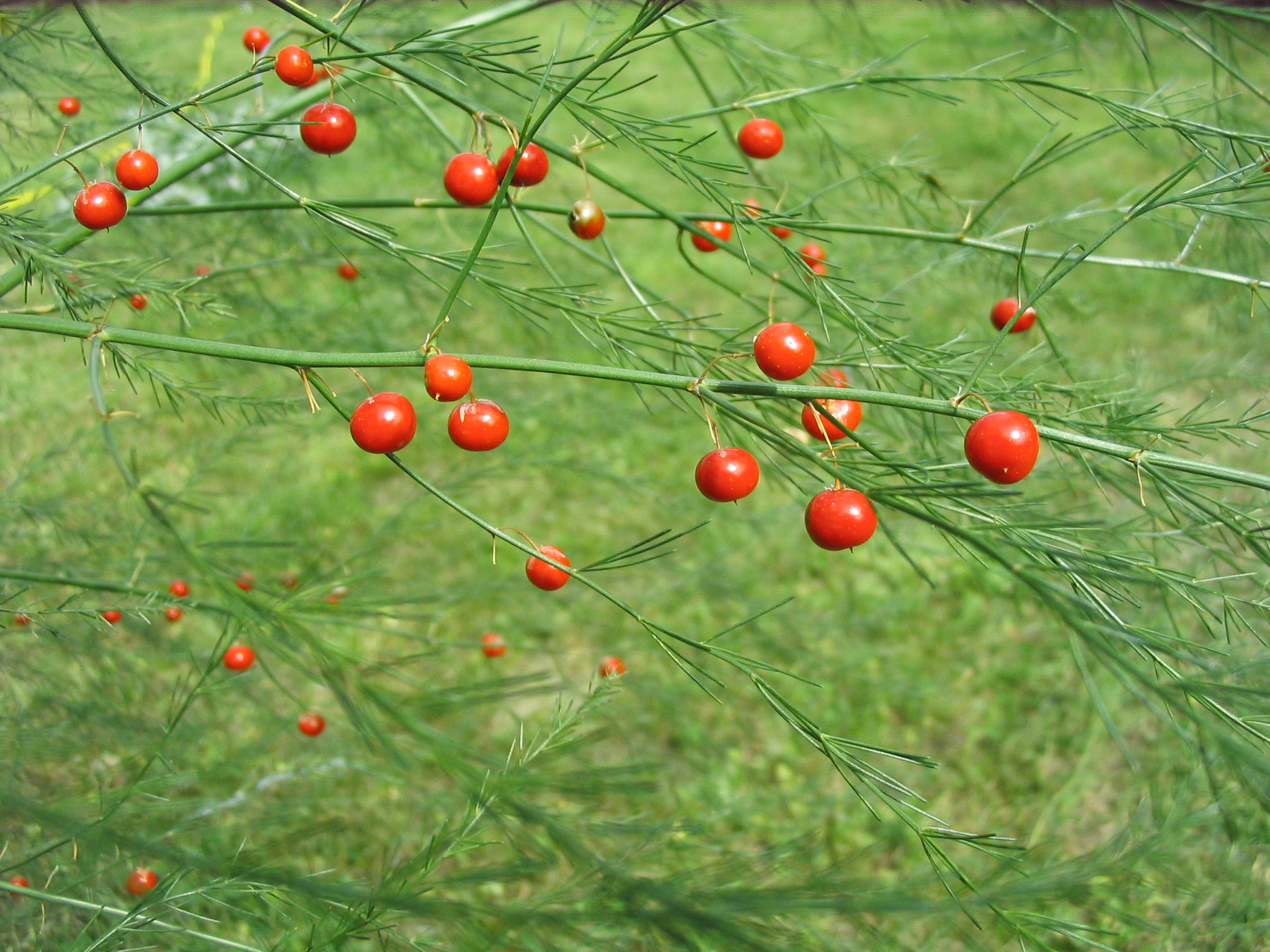
kết trái
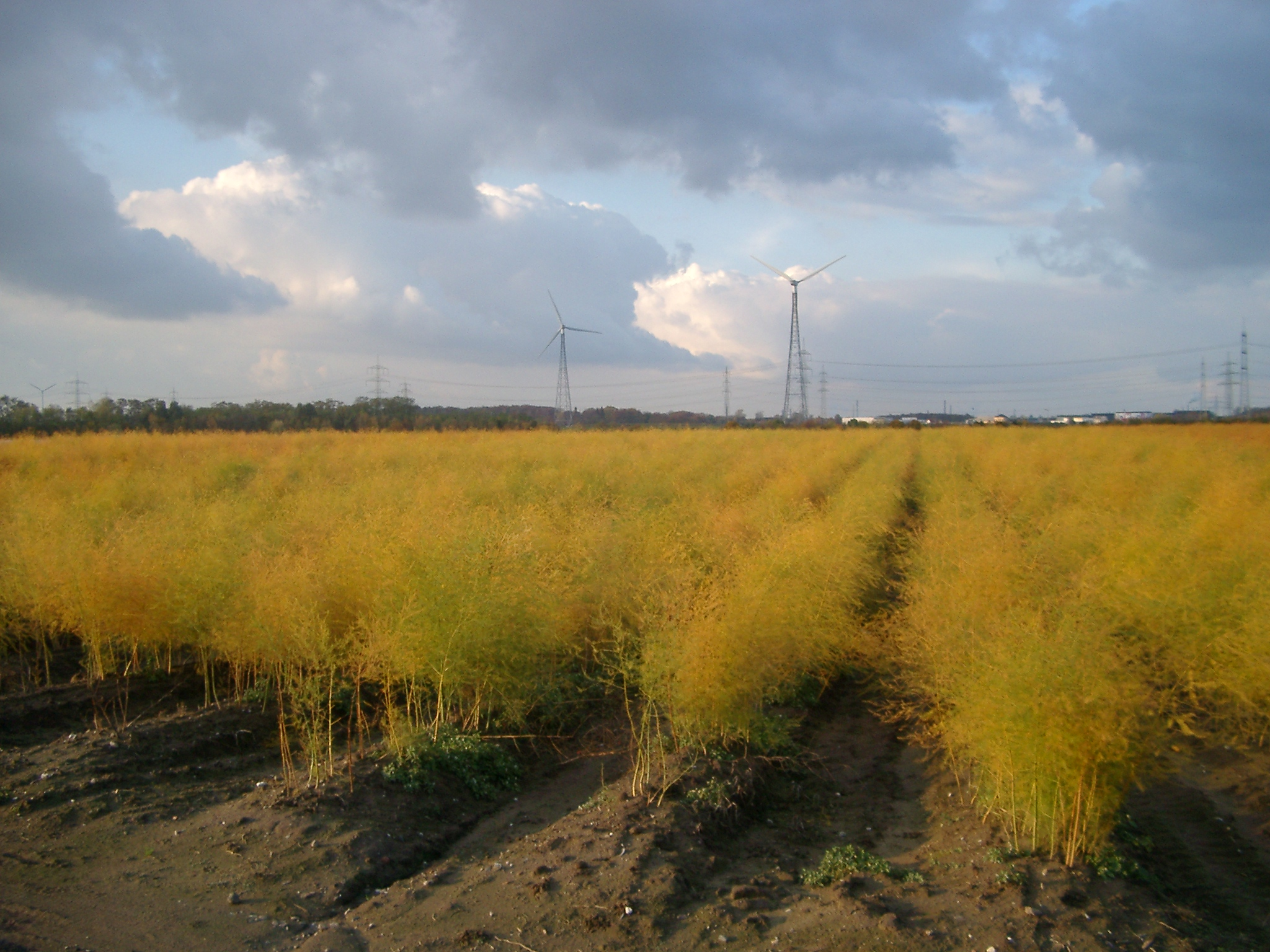
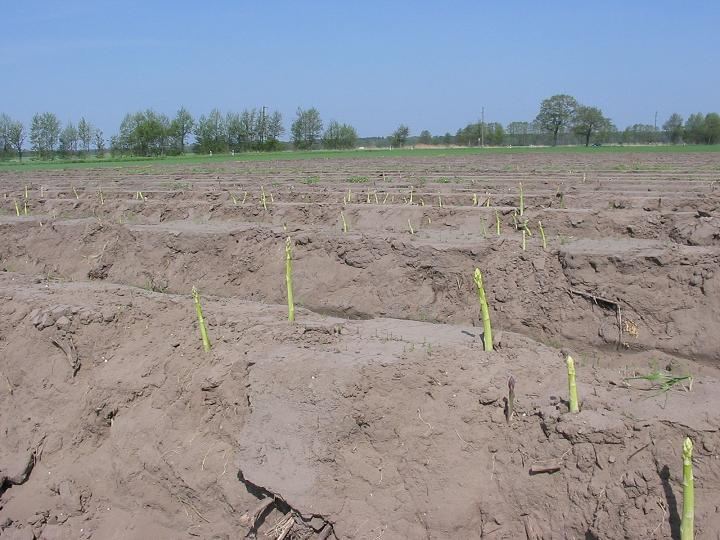
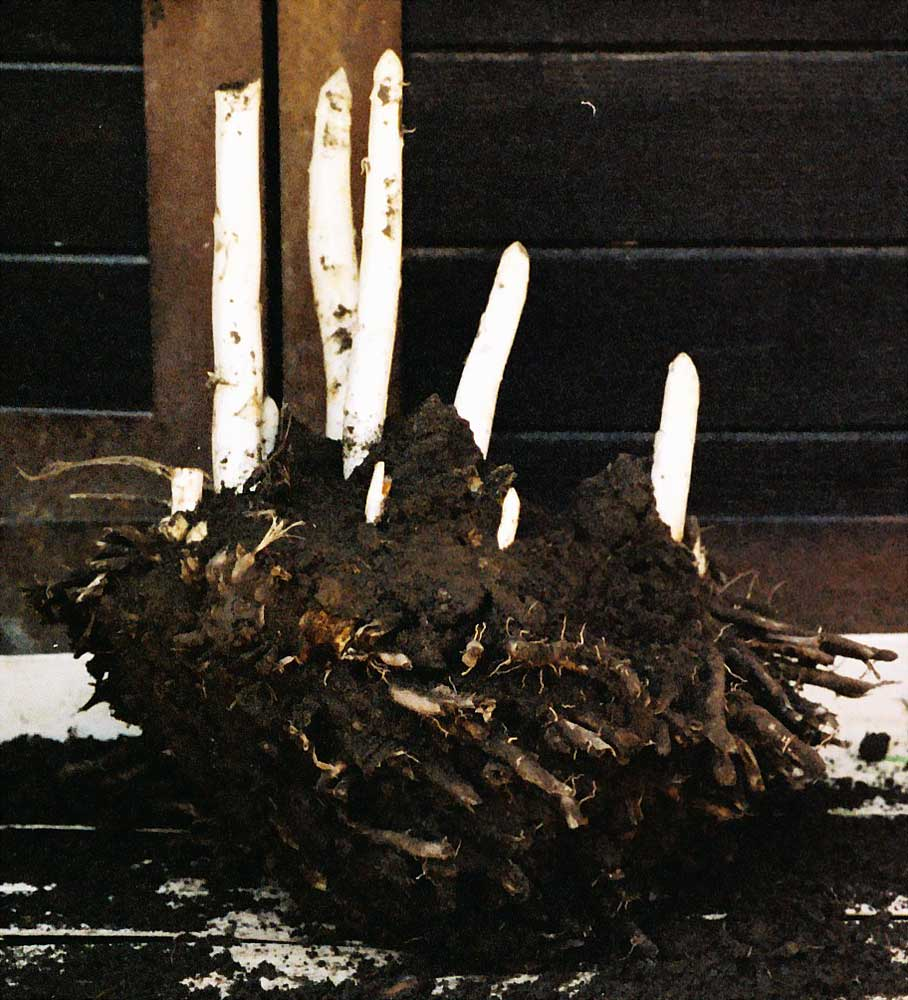
măng và củ rể
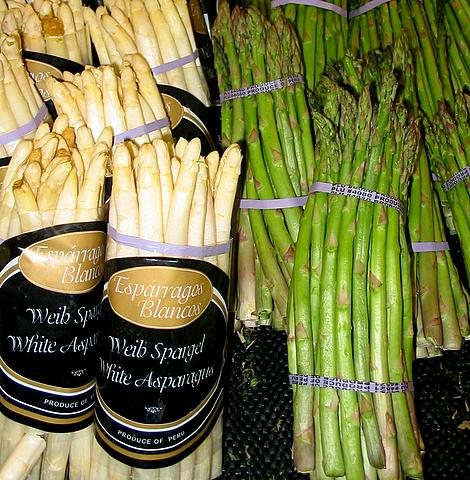
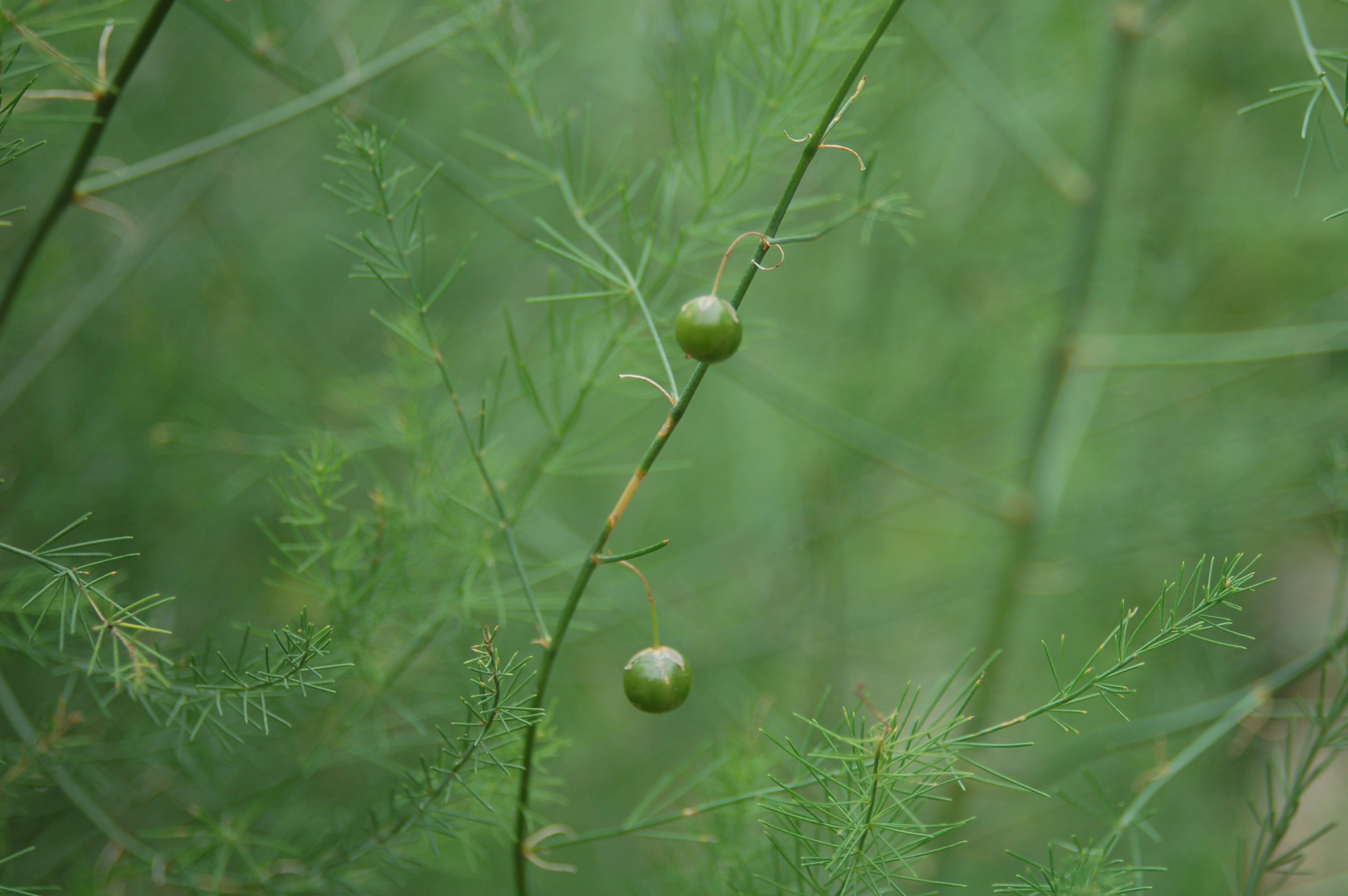
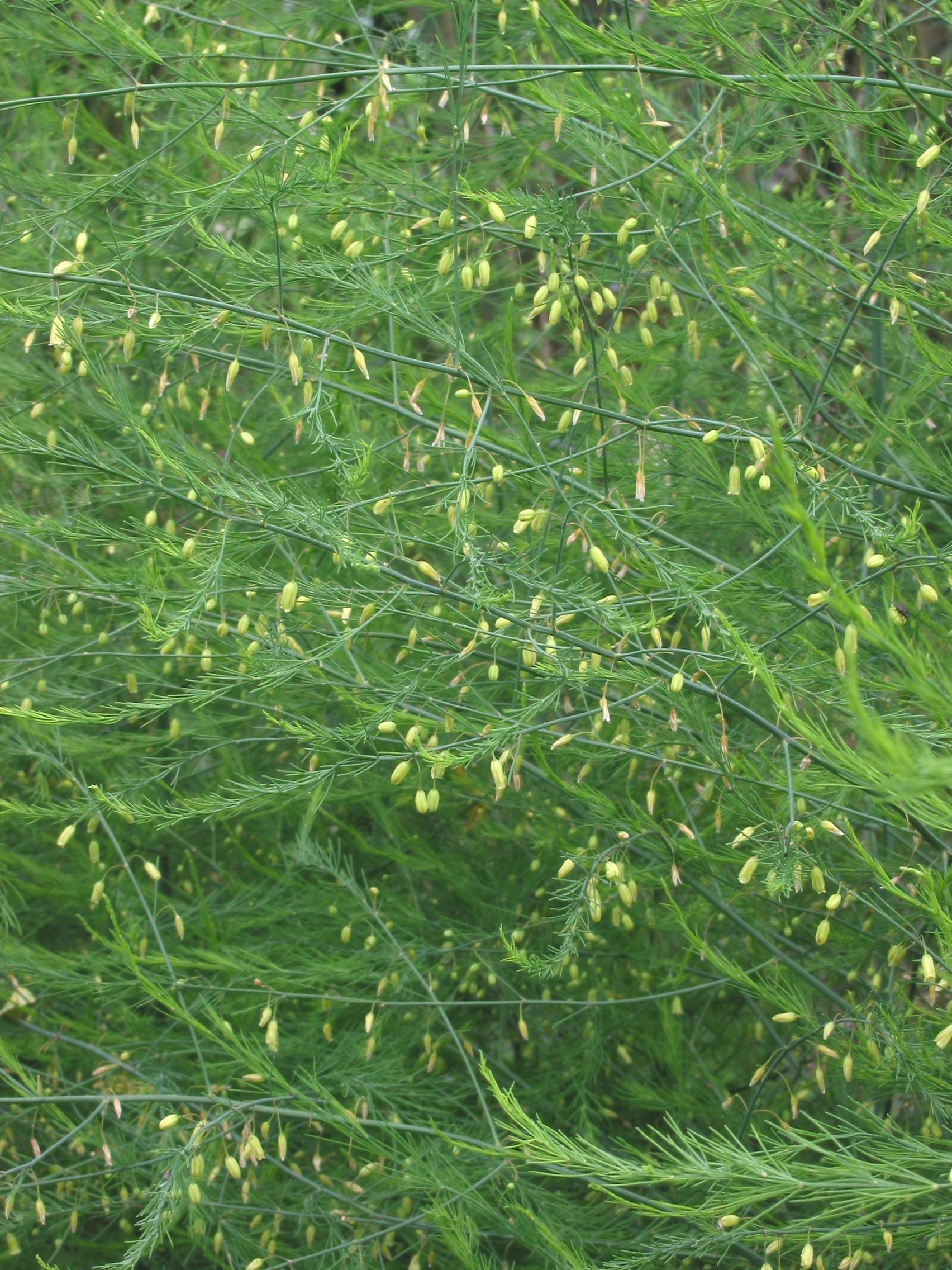
nở hoa
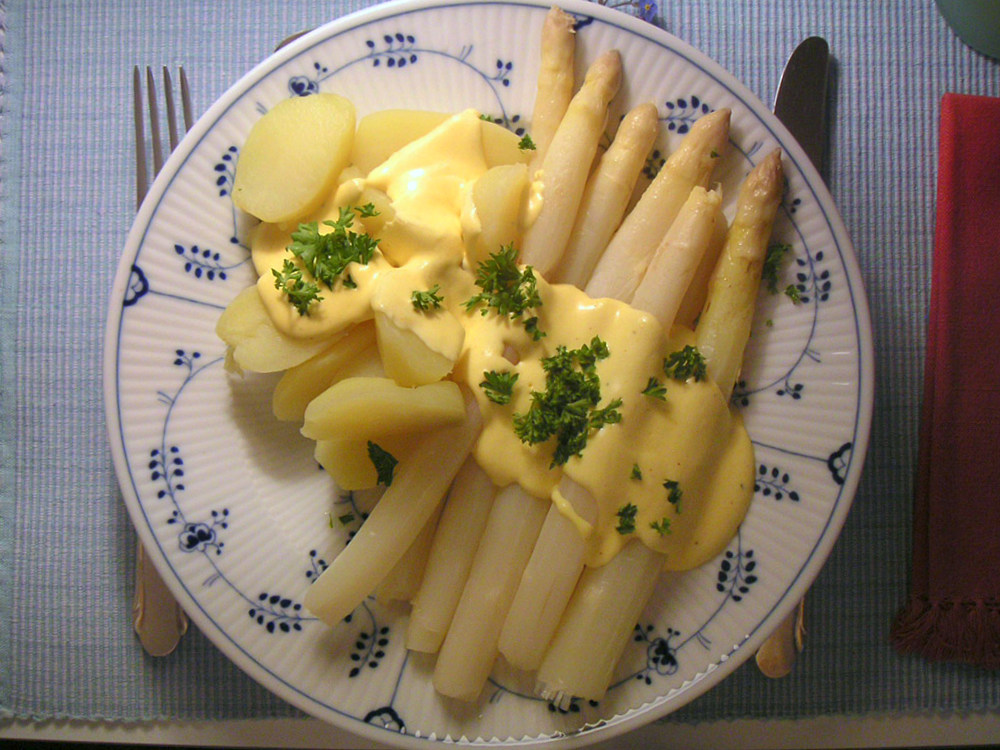
một món măng tây tiêu biểu với sốt và khoai tây